# 苞子草
苞子草（学名：Themeda caudata），为禾本科菅属下的一个植物种。
又名大菅